# Хјустон маверикси
Хјустон маверикси (енгл. Houston Mavericks) је бивши амерички кошаркашки клуб из Хјустона, Тексас. Играли су Западној дивизији АБА лиге у свих девет година постојања лиге, али под различитим именима. Као Маверикси су играли у прве две сезоне оснивања лиге, од 1967. до 1969. Њихова домаћа арена је био Колосеум Сем Хјустона. У периоду 1947–48, постојала је неповезана франшиза Маверикса са седиштем у Хјустону као део Професионалне кошаркашке лиге Америке.

## Почетак
Маверикси су били једна од првих АБА франшиза, основана 2. фебруара 1967. године исто када је и АБА формирана. Били су у власништву бизнисмена Ти Си Мороу. Један од мањинских партнера био је Бад Адамс, који је био власник Хјустон ојлерса из Америчке фудбалске лиге. Рођен у Хјустону и бивши НБА великан Слејтер Мартин ангажован је као генерални менаџер и главни тренер.

## Сезона 1967/68.
Током првог АБА драфта Маверикси су почели лоше. Мартин, главни тренер, је стигао у Оукланд да представља тим, само да би сазнао да Мороу и његова група нису послали потребну гаранцију од 30.000 долара. У време када је Мартин успео да добије новац другим каналима, пропустио је прва четири кола и био је приморан да регрутује играче из Источне кошаркашке асоцијације (касније познате као Континентална кошаркашка асоцијација).
Није изненађујуће с обзиром на тежак почетак, Маверикси су имали донекле осредњу сезону, завршивши резултатом сезону негативним скором од 29 : 49, што је било добро за четврто место у Западној дивизији, али ипак ово је било довољно за пласман у плеј-оф. У полуфиналу Западне дивизије су прилично лако пали до Далас чапаралса, изгубивши три утакмице без иједне победе.
Вили Сомерсет и Девит Мењард из Маверикса играли су на АБА ол-стар утакмици.
Хјустонци су на Мавериксе гледали углавном са равнодушношћу. Просечна посећеност је наведена као 1.543 по утакмици, што је било најгоре у лиги. Требало је мало труда да се дође до те ниске цифре, тим ако је имао среће, привукао је 500 навијача у већини вечери.

## Сезона 1968/69.
Мороу је уложио значајне напоре у вансезони да побољша тим, агресивно прогањајући звезде Хјустон кугарса са Универзитета Хјустон,  Елвина Хејса и Дона Чејнија. Међутим, када су се обоје одлучили за НБА, Мороу је вратио тим лиги на управљање.
Комесар АБА Џорџ Мајкан био је довољно забринут због ситуације у Хјустону да је послао Мавериксима неколико играча у нади да ће их учинити привлачнијим за навијаче. Мартин, који се дружио са Мајканом у Минеаполис лејкерсима 1940-их и 1950-их, није ценио ову интервенцију из канцеларије лиге и поднео је оставку месец дана након почетка сезоне. Арт Бејкер је био тренер играча неколико утакмица док Џим Вивер није преузео дужност до краја кампање.
Ионако лоша посећеност утакмица је још више опала. Просечна посећеност је званично пријављена као 1.147 посетилаца по утакмици, што је било најгоре у лиги. Међутим, скоро је сигурно било ниже од тога, многи посматрачи су пријавили да виде „гужву“ двоцифрене посете. Према најпоузданијим изворима, Маверикси су покривали капију за већину утакмица у раној сезони како би бројке о посећености изгледале угледније него што су заправо биле. Међутим, како је сезона одмицала, Маверикси су били мање вољни да улепшају своју посећеност на утакмицама. Током последња три месеца сезоне, привукли су много мање од 400 навијача по утакмици.
Није изненађујуће што су Маверикси били лоши и на терену, завршивши сезону са негативним скором од 23 : 55, што је друго најгори скор у лиги. Ипак, сезона није прошла без неких појединачних успеха. Вили Сомерсет је поново играо на АБА ол стар утакмици. Хјустон маверикси су одиграли своју последњу утакмицу 2. априла 1969. године пред само 89 навијача (најављено присуство), победивши Њујорк нетсе са 149 : 132. Овај број постигнутих кошева, 149, био је рекорд свих времена за Мавериксе а 89 навијача је био најнижи ниво свих времена. Још један запажен моменат је да су Маверикси искористили 43 узастопна слободна бацања. Низ је почео са 7 узастопних погодака у двоструком продужетку у победи над Минесота пајперсима 16. јануара 1969. године. Следеће ноћи на гостовању против Њујорк нетса, Маверикси су имали са 36 од 36 са линије слободних бацања. Низ је окончан првим слободним бацањем на утакмици против у Кентаки колонелса 18. јануара 1969. Низ слободних бацања и кошеви на тима за једну утакмицу остали су до данас као непрекинути професионални кошаркашки рекорди.

## Последице
Током сезоне 1968/69, лига је продала тим групи коју је предводио Џим Гарднер, који је намеравао да премести тим у Северну Каролину. Ипак, пристао је да заврши сезону у Хјустону. Убрзо након завршетка сезоне, Гарднер је преселио тим у Северну Каролину под именом Каролина кугарси. После неколико година у Северној Каролини, тим се преселио у Сент Луис и такмичио се као Спиритс ов Сент луис. Након сезоне 1975/76, Спиритси су најавили да ће се франшиза преселити у Солт Лејк Сити да би играли као Јута рокис, али спајање АБА и НБА није укључивало Спиритс/Рокије или Кентаки колонелсе и франшизе су распуштене, њени играчи су стављен у дисперзиони драфт.
Град Хјустон је био успешнији за покривање НБА кошарке када су Рокетси стигли из Сан Дијега. Међутим, Рокетси су имали лутајући статус у своје прве четири године у Хјустону након што су тада свој домаћи терен Колосеум Сем Хјустона прогласили неподесним чак и за привремену употребу. Коначно су се преселили у своју нову арену, Самит (касније познат као Компак центар) 1975. Док су били на Самиту, Рокетси су постигли свој највећи успех 1980-их и 1990-их, освојивши два шампионата у последњој деценији. Од 2002. Рокетси играју домаће утакмице у Тојота центру.
Име тима, Маверикс, ће касније користити НБА тим за проширење, Далас, када су се придружили НБА током НБА сезоне 1980/81. (Случајно, Далас је био родни град АБА Далас чапаралса, који су касније постали Сан Антонио спарси.)

## Кошаркашка Кућа славних
| Чланови Хјустон маверикса у Кући славних | Чланови Хјустон маверикса у Кући славних | Чланови Хјустон маверикса у Кући славних | Чланови Хјустон маверикса у Кући славних |
| Тренери                                  | Тренери                                  | Тренери                                  | Тренери                                  |
| Име                                      | Позиција                                 | Период                                   | Постављен                                |
| ---------------------------------------- | ---------------------------------------- | ---------------------------------------- | ---------------------------------------- |
| Слејтер Мартин 1                         | Тренер                                   | 1967/68.                                 | 1982.                                    |

Белешке:
- 1 Постављен као играч мада никада није играо за Мавериксе.

## Остварења по сезонама
| Сезона            | Регуларна сезона | Регуларна сезона | Регуларна сезона | Резултати у плеј−офу           | Утакмице              |
| Сезона            | Победа           | Пораза           | Проц.            | Резултати у плеј−офу           | Утакмице              |
| ----------------- | ---------------- | ---------------- | ---------------- | ------------------------------ | --------------------- |
| Хјустон маверикси |                  |                  |                  | Резултати у плеј−офу           | Утакмице              |
| 1967/68.          | 29               | 49               | .372             | Изгубили дивизијско полуфинале | Далас 3, Хјустон 0    |
| 1968/69.          | 23               | 55               | .295             | Нису се квалификовали          | Нису се квалификовали |